# 마전중학교
마전중학교(麻田中學校)는 대한민국 인천광역시 서구 마전동에 있는 공립 중학교이다.

## 학교 연혁
- 2005년 2월 4일 : 마전중학교 설립 인가(42학급)
- 2005년 3월 1일 : 마전중학교 개교
- 2005년 3월 1일 : 제1대 이선재 교장 취임
- 2005년 3월 3일 : 2005학년도 신입생 입학 (423명 남 243명, 여 180명)
- 2008년 2월 13일 : 제1회 졸업 (493명 남 253명, 여 240명)
- 2024년 1월 11일 : 제17회 졸업(470명 남 229명, 여 241명, 누계 8,434명)
- 2024년 3월 1일 : 제8대 김상철 교장 취임
- 2024년 3월 4일 : 신입생 입학(14학급 466명 남 229명, 여 237명)

## 참고 자료
- 마전중학교 - 한국교육학술정보원 학교알리미